# Bagheshlu (Azerbaïdjan de l'Est)
Ne doit pas être confondu avec Bagheshlu (Ardabil).
 (août 2017).
Bagheshlu (en persan : باغشلو, également romanisé en Bāgheshlū) est un village de la province de l'Azerbaïdjan de l'Est, en Iran. Il est rattaché au district central (en) de la préfecture de Khoda Afarin.
Lors du recensement de 2006, le village compte 25 habitants, répartis en 6 familles.